# فرديناند فان إنجن
فرديناند فان إنجن (8 ديسمبر 1933 - 27 فبراير 2021) كان باحثًا هولنديًا في علم الجرمانية. كان أستاذاً للأدب الألماني في الجامعة الحرة بأمستردام أمستردام بين عامي 1972 و1998.

## الحياة
ولد فان إنجن في 8 ديسمبر 1933 في مارتنسديجك. درس الدراسات الألمانية والعلوم الأدبية وتاريخ الفن وعلم الموسيقى في جامعة أوتريخت وجامعة برلين الحرة وجامعة لودفيغ ماكسيميليان في ميونيخ. حصل على الدكتوراه عام 1962 من جامعة أوتريخت.
من 1957 إلى 1962 كان مساعدًا علميًا في معهد اللغة الألمانية وآدابها في أوترخت. في عام 1964 أصبح فان إنجن محاضرًا في جامعة فريجي بأمستردام. في عام 1970 أصبح أستاذًا مشاركًا وفي عام 1972 أصبح أستاذًا متفرغًا للأدب الألماني الجديد. تقاعد في عام 1998.
نشر فان إنجن عن الأدب الألماني والهولندي في القرن السابع عشر. اشتهر بعمله في عصر الباروك وساهم في توسيع مكتبة هرتسوغ أغسطس في فولفنبوتل. تم انتخاب فان إنجن عضوًا في الأكاديمية الملكية الهولندية للفنون والعلوم في عام 1978.
توفي في زيست في 27 فبراير 2021.